# To (kniha)
To (anglicky: It) je hororový román od Stephena Kinga, na kterém Stephen King pracoval čtyři roky (od roku 1981 až do roku 1985), do češtiny přeložil Gabriel Gössel. Dílo získalo v roce 1987 Cenu Augusta Derletha.

## Kompozice knihy
Kniha je rozdělena na pět částí, které jsou rozděleny na 23 kapitol, každá část končí mezihrou a celá kniha je zakončena epilogem. Příběh se odehrává ve fiktivním americkém městě Derry ve státě Maine v letech 1957,1958, 1984 a 1985.

## Děj

### Rok 1957–1958
Bratři, mladí kluci, Bill a Georgie Denbroughové, spolu vyrábějí lodičku z papíru. Když ji Georgie jde pustit na vodu, spadne mu do kanálu, kde potká klauna Pennywise, který ji Georgiemu nabízí zpět, Georgie se pro ni natahuje a klaun ho zavraždí. Koktající Bill se stále obviňuje z bratrovy smrti, poté se stává vůdcem klubu „Smolařů", jenž má sedm členů (Bill, astmatik Eddie, černoch Mike, ukecaný Richie, tlustý Ben, Žid Stanley a dívka z chudé rodiny Beverly), jde o klub „nezapadajících“ dětí, které často šikanuje Henry Bowers a jeho kumpáni Krkavec a Viktor. Henry velmi surově zbil a pořezal Bena Hanscoma, protože mu neumožnil opsat školní test. Objevují se opět neobjasněné vraždy převážně malých dětí. Tento cyklus se opakuje každých sedmadvacet let a vražda Georgieho byla začátkem nového cyklu.
To se objevuje v různých svých podobách (klaun Pennywise, malomocný, krev). Bill je přesvědčen, že To zabilo Georgieho a myslí si, že objevil úkryt, ve kterém se To skrývá (dům číslo 29 na Neibolt Street). Kamarádi dojdou do koupelny, vidí To v podobě vlkodlaka. Beverly má však prak a stříbrné kulky. Podaří se jim To zranit a To poprvé cítí bolest a strach. Beverly později napadne její otec, ale posléze si uvědomuje, že nejde o jejího otce, ale o To. Podaří se jí utéci. Potkává ostatní členy klubu a všichni jdou do Lad. Tam na ně čeká Henry a začíná je pronásledovat. Smolaři běží k přečerpávací stanici, přes kterou se dostanou do kanálů pod Derry, kde žije To.
To zabilo Viktora a Krkavce. Smolaři se dostanou až do obrovské místnosti a uvidí To v podobě Pavouka. Bill použije rituál Chüd, který ho přenese do vesmíru, odkud To pochází. K Billovi nyní mluví Želva, která mu pomůže přemoci To. Bill ale musí překonat sám sebe, musí říct jazykolam (Tlačí pěstmi na ty sloupy a přesto tvrdí, že vidí duchy). To je přemoženo, Bill se vrací zpět do místnosti a To mizí. Není ale mrtvé, proto "Smolaři" skládají přísahu, pokud by se cokoliv stalo, tak To zabijí. V Derry zůstává jen Mike, aby sledoval situaci, ostatní odjíždějí z města, zapomínají na Derry a také na To.

### Rok 1984–1985
Mike je znepokojen sérií nevysvětlených vražd, které se začínají v Derry objevovat, zavolá tedy své přátele, aby se vrátili, protože se vrátilo i To. Členové klubu „Smolařů“ žili svůj život, na To téměř zapomněli. Richard Tozier pracuje jako moderátor v rádiu. Z Bena Hanscoma se stal slavný architekt, který rád a poměrně hodně pije. Beverly Marshová (nyní Beverly Roganová) se vdala za Toma Rogana, který ji často bije. Bill Denbrough se stal spisovatelem a scenáristou hororů, v jeho sedmnácti mu zemřel otec na rakovinu plic, později se oženil s mladou herečkou Audrou a žijí spolu v Portlandu.
Na Mikeovo zavolání se sejdou téměř všichni až na Stana, který se bál vrátit nebo porušit přísahu, takže si ve vaně podřezal žíly a zemřel. To je volá zpět, aby se s nimi mohlo znovu setkat. Smolaři se sejdou u Mika v knihovně, kde vzpomínají. Poté všichni kromě Mikea odcházejí do hotelu. Mike si píše deník a náhle spatří Henryho Bowerse, kterému To pomohlo dostat se z léčebny duševně chorých. Henry na Mikea zaútočí nožem a prořízne Mikovi stehenní tepnu. Následuje souboj, po kterém Henry prchá a Mike je donucen zavolat si sanitku a poté upadá do bezvědomí.
Henry je pod vlivem To a „musí“ zabít i ostatní členy klubu Smolařů. Jeho první obětí má být Eddie, ten ale Henryho zabije a spolu s ostatními jde do kanálu zabít To. Ve stoce nalezne Bill kabelku své ženy Audry. Ve velké místnosti vidí Pavouka. Bill začíná s rituálem Chüd. Želva je však mrtvá a Bill padá hluboko do vesmíru. Richie se tedy též zapojí do rituálu Chüd. Eddie v místnosti zaútočí svým respirátorem na Pavouka. Bill a Richie se vrátí, ale Pavouk Eddiemu ukousne celou paži a Eddie zemře. Pavouk prchá, Bill, Richie a Ben ho pronásledují. Nalézají pavoučí vajíčka. Ben zůstává, aby mohl vajíčka zničit. Bill a Richie pokračují dál, Billovi se podaří Pavouka zabít. Městské centrum v Derry se propadá do země. Smolaři nacházejí v brlohu Audru a dostávají se na zemský povrch, vracejí se do hotelu. Audra je odvezena do nemocnice. Po fyzické stránce je zdráva, ale duševně je stále mimo náš svět. Bill ji vezme na zběsilou projížďku na kole, Audra se posléze zotavuje a po dlouhé době na Billa promluví.

## Filmová adaptace
V roce 1990 byl natočen americko-kanadský televizní film To (anglicky: It) v režii Tommyho Lee Wallace, v hlavní rolích hráli: Richard Masur, Annette O'Toole, Tim Reid, John Ritter. Další adaptace se kniha dočkala v roce 2017, stejnojmenný film natočil argentinský režisér Andy Muschietti, hlavní role hráli: Jaeden Martell, Sophia Lillis, Jeremy Ray Taylor, Finn Wolfhard, Jack Dylan Grazer, Wyatt Oleff, Bill Skarsgård. V roce 2019 byl natočený druhý díl jako pokračování adaptace z roku 2017, režisér Andy Muschietti, hlavní role hráli: Jaeden Martell, Sophia Lillis, Jeremy Ray Taylor, Finn Wolfhard, Jack Dylan Grazer, Wyatt Oleff, Jessica Chastainová, James McAvoy, Bill Hader, Isaiah Mustafa, Jay Ryan, James Ransone, Andy Bean, Bill Skarsgård